# Franciszek Pawłowski (historyk)
Franciszek Ksawery Pawłowski (ur. 3 grudnia 1807 w Leżajsku, zm. 26 lipca 1876 w Przemyślu) – polski historyk Kościoła katolickiego, profesor i rektor Instytutu Teologicznego w Przemyślu.

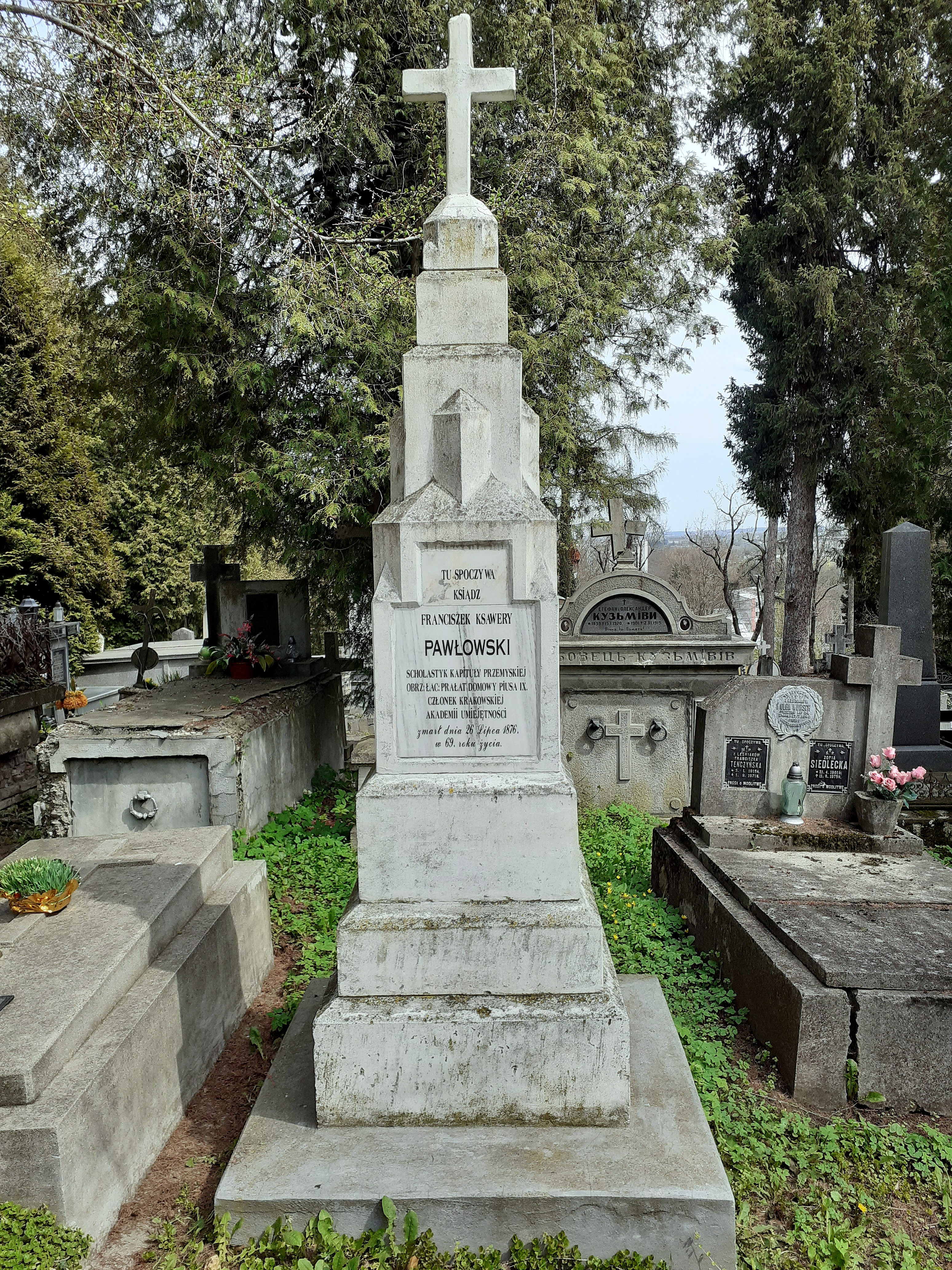
Nagrobek ks. Franciszka Pawłowskiego

## Życiorys
Był synem Jana (asesora i burmistrza) i Magdaleny z Łęckich. Uczęszczał do gimnazjów w Rzeszowie (do 1825) i Przemyślu (1825-1827), następnie studiował w Seminarium Duchownym w Przemyślu (1827) i na uniwersytecie w Wiedniu (1827-1831). W 1831 w Przemyślu przyjął święcenia kapłańskie; podjął pracę w przemyskiej kurii biskupiej, początkowo jako sekretarz (1831-1832). Od maja do grudnia 1832 był proboszczem parafii Wysoka Łańcucka. Od 1833 ponownie w kurii przemyskiej, gdzie pełnił funkcje referenta, asesora, egzaminatora prosynodalnego, wreszcie prezesa sądu biskupiego ds. małżeńskich. W 1845 został kanonikiem honorowym, w 1851 kanonikiem gremialnym kapituły przemyskiej; w 1872 otrzymał tytuł prałata domowego papieża Piusa IX. Od 1833 był równocześnie profesorem zwyczajnym Instytutu Teologicznego w Przemyślu; kierował Zakładem Biblistyki Nowego Testamentu, w latach 1842-1851 był wicerektorem, 1851-1859 rektorem. Od 1850 był wizytatorem gimnazjum w Przemyślu.
Jako scholastyk kapituły przemyskiej (od 1854) zajmował się organizacją i nadzorowaniem diecezjalnych szkół ludowych; ufundował stypendium na studia średnie i wyższe dla ubogiej młodzieży z Leżajska i Przemyśla. Od 1872 był członkiem Rady Szkolnej Okręgu Przemyskiego. W 1873 został odznaczony Krzyżem Kawalerskim Orderu Franciszka Józefa. W 1872 został powołany w poczet członków Akademii Umiejętności w Krakowie (późniejszej PAU).
W pracy naukowej ks. Pawłowski zajmował się biblistyką, historią nowożytną Kościoła w Polsce oraz historią wczesnego chrześcijaństwa. Badał historię kapituły przemyskiej, m.in. jej skład osobowy od początku istnienia. Opracował szkice historyczne ponad 260 parafii i ponad 20 klasztorów w diecezji przemyskiej. Analizował życie i działalność wybitnych przedstawicieli wczesnego chrześcijaństwa. Był autorem komentarzy ksiąg Pisma Świętego, wydał z obszernym komentarzem Psałterz, czyli księgę Psalmów, z przydatkiem pieśni biblijnych (1872, 4 tomy). Ogłosił m.in.:
- Wiadomość o życiu i o pismach św. Grzegorza Wielkiego papieża (1837)
- Żywot św. Cypriana męczennika, biskupa Kartaginy (1840)
- Premislia sacra, sive series et gesta episcoporum r. 1. Premisliensum (1869)[1]
- Rzymskokatolicka katedra przemyska (1879)

Został pochowany na cmentarzu Głównym w Przemyślu.